# 昌盛
昌盛（？年—？年），贵州都匀卫人，宣德时期的神宫监太监。

## 生平
洪武二十四年（1391年），昌盛在十一岁时入宫，明成祖即位，升他为长随奉御。成祖八次派他前往交趾办理事务。永乐十年（1412年），成祖派他侍候皇太孙朱瞻基。朱瞻基即位为明宣宗，提升他为神宫监太监。宣德二年（1427年）到宣德八年（1433年），宣宗多次派他与朝鲜籍的宦官尹风、白彦等人出使朝鲜王朝，选取处女、善烹饪的妇女和海东青、土豹、海味等。昌盛在朝鲜时贪财嗜利，索取各种珍贵的土特产，鞭笞朝臣，朝鲜世宗说他实为谋利而来。死后礼部尚书胡濙为他撰写墓志铭。